# 2.ª etapa de la Vuelta a España 2018
La 2.ª etapa de la Vuelta a España 2018 tuvo lugar el 26 de agosto de 2018 entre Marbella y Caminito del Rey sobre un recorrido de 163,5 km y fue ganada por el ciclista español Alejandro Valverde del equipo Movistar. El ciclista polaco Michał Kwiatkowski se convirtió en el nuevo líder de la prueba.

## Clasificación de la etapa
| \| Clasificación de la etapa \| Clasificación de la etapa \| Clasificación de la etapa \| Clasificación de la etapa \| Clasificación de la etapa \| \| Ciclista \| Ciclista \| Equipo \| Tiempo \| \| \| ------------------------- \| ------------------------- \| ------------------------- \| ------------------------- \| ------------------------- \| \| 1.º \| Alejandro Valverde \| Movistar Team \| 4 h 13 min 01 s \| \| \| 2.º \| Michał Kwiatkowski \| Team Sky \| + 0 s \| \| \| 3.º \| Laurens De Plus \| Quick-Step Floors \| + 3 s \| \| \| 4.º \| Wilco Kelderman \| Team Sunweb \| + 3 s \| \| \| 5.º \| George Bennett \| LottoNL-Jumbo \| + 3 s \| \| \| 6.º \| Tony Gallopin \| AG2R La Mondiale \| + 3 s \| \| \| 7.º \| Emanuel Buchmann \| Bora-Hansgrohe \| + 3 s \| \| \| 8.º \| Rigoberto Urán \| EF Education First-Drapac \| + 3 s \| \| \| 9.º \| Nairo Quintana \| Movistar Team \| + 3 s \| \| \| 10.º \| Thibaut Pinot \| Groupama-FDJ \| + 3 s \| \| |                    |                           |                 |
| |                    |                           |                 |
| Fuente: ProCyclingStats |                    |                           |                 |
| Clasificación de la etapa |                    |                           |                 |
| Ciclista | Ciclista           | Equipo                    | Tiempo          |
| 1.º | Alejandro Valverde | Movistar Team             | 4 h 13 min 01 s |
| 2.º | Michał Kwiatkowski | Team Sky                  | + 0 s           |
| 3.º | Laurens De Plus    | Quick-Step Floors         | + 3 s           |
| 4.º | Wilco Kelderman    | Team Sunweb               | + 3 s           |
| 5.º | George Bennett     | LottoNL-Jumbo             | + 3 s           |
| 6.º | Tony Gallopin      | AG2R La Mondiale          | + 3 s           |
| 7.º | Emanuel Buchmann   | Bora-Hansgrohe            | + 3 s           |
| 8.º | Rigoberto Urán     | EF Education First-Drapac | + 3 s           |
| 9.º | Nairo Quintana     | Movistar Team             | + 3 s           |
| 10.º | Thibaut Pinot      | Groupama-FDJ              | + 3 s           |

## Clasificaciones al final de la etapa

### Clasificación general
| \| Clasificación general \| Clasificación general \| Clasificación general \| Clasificación general \| Clasificación general \| \| Ciclista \| Ciclista \| Equipo \| Tiempo \| \| \| --------------------- \| --------------------- \| --------------------- \| --------------------- \| --------------------- \| \| 1.º \| Michał Kwiatkowski \| Team Sky \| 4 h 22 min 40 s \| \| \| 2.º \| Alejandro Valverde \| Movistar Team \| + 14 s \| \| \| 3.º \| Wilco Kelderman \| Team Sunweb \| + 25 s \| \| \| 4.º \| Laurens De Plus \| Quick-Step Floors \| + 28 s \| \| \| 5.º \| Ion Izagirre \| Bahrain-Merida \| + 30 s \| \| \| 6.º \| Fabio Felline \| Trek-Segafredo \| + 30 s \| \| \| 7.º \| Emanuel Buchmann \| Bora-Hansgrohe \| + 32 s \| \| \| 8.º \| Tony Gallopin \| AG2R La Mondiale \| + 33 s \| \| \| 9.º \| Nairo Quintana \| Movistar Team \| + 33 s \| \| \| 10.º \| Bauke Mollema \| Trek-Segafredo \| + 35 s \| \| |                    |                   |                 |
| |                    |                   |                 |
| Fuente: ProCyclingStats |                    |                   |                 |
| Clasificación general |                    |                   |                 |
| Ciclista | Ciclista           | Equipo            | Tiempo          |
| 1.º | Michał Kwiatkowski | Team Sky          | 4 h 22 min 40 s |
| 2.º | Alejandro Valverde | Movistar Team     | + 14 s          |
| 3.º | Wilco Kelderman    | Team Sunweb       | + 25 s          |
| 4.º | Laurens De Plus    | Quick-Step Floors | + 28 s          |
| 5.º | Ion Izagirre       | Bahrain-Merida    | + 30 s          |
| 6.º | Fabio Felline      | Trek-Segafredo    | + 30 s          |
| 7.º | Emanuel Buchmann   | Bora-Hansgrohe    | + 32 s          |
| 8.º | Tony Gallopin      | AG2R La Mondiale  | + 33 s          |
| 9.º | Nairo Quintana     | Movistar Team     | + 33 s          |
| 10.º | Bauke Mollema      | Trek-Segafredo    | + 35 s          |

### Clasificación por puntos
| Clasificación por puntos | Clasificación por puntos | Clasificación por puntos | Clasificación por puntos | Clasificación por puntos |
| Ciclista                 | Ciclista                 | Equipo                   | Puntos                   |                          |
| ------------------------ | ------------------------ | ------------------------ | ------------------------ | ------------------------ |
| 1.º                      | Michał Kwiatkowski       | Team Sky                 | 40 pts                   |                          |
| 2.º                      | Rohan Dennis             | BMC Racing Team          | 25 pts                   |                          |
| 3.º                      | Alejandro Valverde       | Movistar Team            | 25 pts                   |                          |
| 4.º                      | Wilco Kelderman          | Team Sunweb              | 20 pts                   |                          |
| 5.º                      | Laurens De Plus          | Quick-Step Floors        | 16 pts                   |                          |
| 6.º                      | Victor Campenaerts       | Lotto-Soudal             | 16 pts                   |                          |
| 7.º                      | Nélson Filippe Oliveira  | Movistar Team            | 14 pts                   |                          |
| 8.º                      | George Bennett           | LottoNL-Jumbo            | 12 pts                   |                          |
| 9.º                      | Dylan van Baarle         | Team Sky                 | 12 pts                   |                          |
| 10.º                     | Tony Gallopin            | AG2R La Mondiale         | 10 pts                   |                          |

### Clasificación de la montaña
| Clasificación de la montaña | Clasificación de la montaña | Clasificación de la montaña | Clasificación de la montaña | Clasificación de la montaña |
| Ciclista                    | Ciclista                    | Equipo                      | Puntos                      |                             |
| --------------------------- | --------------------------- | --------------------------- | --------------------------- | --------------------------- |
| 1.º                         | Luis Ángel Maté             | Cofidis, Solutions Crédits  | 11 pts                      |                             |
| 2.º                         | Thomas de Gendt             | Lotto-Soudal                | 5 pts                       |                             |
| 3.º                         | Pierre Rolland              | EF Education First-Drapac   | 4 pts                       |                             |
| 4.º                         | Alejandro Valverde          | Movistar Team               | 3 pts                       |                             |
| 5.º                         | Michał Kwiatkowski          | Team Sky                    | 2 pts                       |                             |
| 6.º                         | Laurens De Plus             | Quick-Step Floors           | 1 pt                        |                             |
| 7.º                         | Alexis Gougeard             | AG2R La Mondiale            | 1 pt                        |                             |

### Clasificación de la combinada
| Clasificación de la combinada | Clasificación de la combinada | Clasificación de la combinada | Clasificación de la combinada | Clasificación de la combinada |
| Ciclista                      | Ciclista                      | Equipo                        | Puntos                        |                               |
| ----------------------------- | ----------------------------- | ----------------------------- | ----------------------------- | ----------------------------- |
| 1.º                           | Michał Kwiatkowski            | Team Sky                      | 7 pts                         |                               |
| 2.º                           | Alejandro Valverde            | Movistar Team                 | 9 pts                         |                               |
| 3.º                           | Laurens De Plus               | Quick-Step Floors             | 15 pts                        |                               |
| 4.º                           | Pierre Rolland                | EF Education First-Drapac     | 153 pts                       |                               |
| 5.º                           | Alexis Gougeard               | AG2R La Mondiale              | 165 pts                       |                               |
| 6.º                           | Luis Ángel Maté               | Cofidis, Solutions Crédits    | 195 pts                       |                               |

### Clasificación por equipos
| Clasificación por equipos | Clasificación por equipos                | Clasificación por equipos | Clasificación por equipos |
| Equipo                    | Equipo                                   | Tiempo                    |                           |
| ------------------------- | ---------------------------------------- | ------------------------- | ------------------------- |
| 1.º                       | Sky                                      | 13 h 09 min 03 s          |                           |
| 2.º                       | Bora-Hansgrohe                           | + 48 s                    |                           |
| 3.º                       | Quick-Step Floors                        | + 50 s                    |                           |
| 4.º                       | Trek-Segafredo                           | + 56 s                    |                           |
| 5.º                       | Movistar Team                            | + 1 min 05 s              |                           |
| 6.º                       | Astana                                   | + 1 min 41 s              |                           |
| 7.º                       | EF Education First-Drapac p/b Cannondale | + 1 min 45 s              |                           |
| 8.º                       | Mitchelton-Scott                         | + 2 min 01 s              |                           |
| 9.º                       | Dimension Data                           | + 2 min 18 s              |                           |
| 10.º                      | UAE Team Emirates                        | + 2 min 31 s              |                           |

## Abandonos
Ninguno.